# ديبي فريمان
ديبي فريمان (بالإنجليزية: Debbie Freeman)‏ مواليد 5 يونيو 1962 في سيدني، هي لاعبة كرة مضرب أسترالية سابقة وكانت تلعب باليد اليمنى. كما أنها إحدى بطلات الجراند سلام.

## بطولات حققتها
- بطولة ويمبلدون
- بطولة أستراليا المفتوحة للتنس

## روابط خارجية
- ديبي فريمان على موقع الاتحاد الدولي لكرة المضرب (الإنجليزية)
- ديبي فريمان على موقع خلاصة التنس.كوم (الإنجليزية)